# Hrženica
Hrženica es una localidad de Croacia en el municipio de Sveti Đurđ, condado de Varaždin.

## Geografía
Se encuentra a una altitud de 153 m s. n. m. a 94,6 km de la capital nacional, Zagreb.

## Demografía
En el censo 2011, el total de población de la localidad fue de 830 habitantes.
| Gráfica de población de Hrženica 1857-2011                          |
|                                                                     |
| Según los censos de población de la oficina estadística de Croacia. |